# フォックス (タミヤ)
フォックスは、田宮模型（現・タミヤ）が生産していた1/10スケールの電動ラジコンバギー。発売は1985年、当時のキット価格は17,800円。

## 概要
ホットショットの基本コンポーネンツをベースとして当時新開発の「CVAオイルダンパー」を装備するなど、1983年に発売されたマイティフロッグよりも競技志向を高めたモデルである。シャーシはABS樹脂製のバスタブ複合モノコック構造、フロントは上下Aアーム、リアに上下Hアームのダブルウィッシュボーン4輪独立懸架サスペンションを備え、これにCVAオイルダンパーを組み合わせていた。なお、オーソドックスな左右独立配置のリアに対しフロントは横置きモノショックとされた。
駆動形式はRR方式、後輪駆動とされ、ギアレシオはモーターピニオンギアの交換で5種類(キット付属の2種類の他、オプションで3種類が使用でき、計5種類)に変更可能となっていた。
しかし、ホットショットを基とした密閉構造のシャーシはメンテナンス性の頻雑さ、重量増加を招いたほか、前後サスアームも肉薄なうえ調整箇所も少なく、ドライブシャフトはジョイントが六角形状であったりと耐久性に乏しく、また標準状態で後部のギアボックス内部など駆動系にはボールベアリングが奢られたが前輪ホイール軸受けのみ抵抗の大きいプラメタルであるという中途半端さ、当時の同社製オプションパーツの少なさも相まって、当時ライバルであった他社製電動2WDバギー勢の牙城を揺るがすには遠く及ばず、その後同系統の派生車種を出すことなく新規に開発されたファルコンおよびアスチュート系に競技志向モデルとしての座を明け渡し、わずか一代限りで市場から撤退した。

## メカニズム
- 全備重量： 1140ｇ（ロール装置、バッテリー含まず）
- シャシ：ABS樹脂製バスタブ複合モノコック構造
- フロントサスペンション：Aアームダブルウィッシュボーン独立懸架、CVAオイルダンパー(横置きモノショック)搭載
- リヤサスペンション：Hアームダブルウィッシュボーン独立懸架、CVAオイルダンパー搭載
- フロントタイヤ／ホイール：中空ラバー、リブパターン/1ピース構造
- リアタイヤ／ホイール：中空ラバー、スタッドブロックパターン/1ピース構造
- 駆動方式：2WD、後輪駆動
- モーター：付属マブチ製RS-540S搭載
- ギアレシオ：‐
- デファレンシャルギア：3ベベルタイプ
- 搭載バッテリー（別売り）：タミヤカドニカ7.2V（通称ラクダ型）、6Vも使用可、搭載方向：横置き
- ボディ：ポリカーボネート製、ピアノ線クリップ2点固定式

## 備考
- 販売終了後、タムテックギアシリーズの一車種で「フォックス・ミニ」としてGB-01シャーシを採用し発売されていたが、こちらも販売終了となった。
- 発売当時、キットには付属されなかったがオプションとして専用フロントスタビライザーのセットも存在した。
- 長らく再版されていなかったが、2013年に「ノバフォックス」の名称でスポット生産ながら復刻販売された。オリジナルと異なり、フロントスタビライザーが標準装備となっている。